# Simon Andreassen
Simon Andreassen (* 30. September 1997 in Odense) ist ein dänischer Mountainbiker, der im Cross-Country aktiv ist.

## Sportlicher Werdegang
Als Junior war Andreassen der erfolgreichste Athlet seines Jahrgangs im Gelände. 2014 und 2015 wurde er sowohl Welt- als auch Europameister im olympischen Cross-Country XCO, in der Wintersaison dazwischen sicherte er sich auch den Weltmeistertitel im Cyclocross. 2016, in seiner ersten Saison in der U23, wurde er bereits Dänischer Meister im XCO in der Elite. Damit wurde Andreassen für die Olympischen Sommerspiele 2016 in Rio de Janeiro nominiert und belegte dort im Cross-Country den 34. Platz.
In der Saison 2017 gewann Andreassen im UCI-Mountainbike-Weltcup das Cross-Country-Rennen der U23 in Vallnord, bei den Europameisterschaften errang er nach Medaillen mit der Staffel seine erste Einzelmedaille im Cross-Country XCO der U23. 2018 wurde er erstmals auch Dänischer Meister im Cross-Country Marathon XCM. In der Saison 2020 erzielte er den bisher größten Erfolg seiner Karriere, als er in Nové Město na Moravě bei seinem ersten Weltcup-Rennen in der Elite dieses auch gleich gewann. Trotzdem wurde Andreassen nicht für die Olympische Sommerspiele in Tokio nominiert und musste hinter Sebastian Fini zurückstehen.
2021 wurde Andreassen nationaler Meister im XCO und XCM, im Weltcup und bei internationalen Meisterschaften konnte er jedoch 2021 und in den Folgejahren bisher nicht mehr an frühere Erfolge anknüpfen. Dafür erzielte er über die Langdistanz sein erstes wichtiges Ergebnis, als er bei den Mountainbike-Marathon-Weltmeisterschaften 2022 im heimischen Haderslev die Bronzemedaille gewann. Eine durchwachsene Saison 2023 konnte er mit mehreren Siegen in der griechischen Mountainbike-Serie noch versöhnlich abschließen. 2024 gewann er im brasilianischen Araxá seinen zweiten Weltcup-Sieg im XCO. Einen Monat darauf wurde er in Cheile Grădiștei Europameister im Shorttrack XCC und Vizemeister im XCO. Bei seinem zweiten Olympia-Auftritt wurde er im Mountainbikerennen von Paris Zwölfter.
Neben dem Mountainbikesport startet Andreassen wiederholt bei den nationalen Meisterschaften im Cyclocross, zwischenzeitlich (Stand 2024) gewann er dreimal den Titel in der Elite, zuletzt 2022.

## Erfolge
| 2014 - Weltmeister (Junioren) – Cross-Country XCO - Europameister (Junioren) – Cross-Country XCO 2015 - Weltmeister (Junioren) – Cross-Country XCO - Europameister (Junioren) – Cross-Country XCO - Weltmeisterschaften – Staffel XCR 2016 - Dänische Meister – Cross-Country XCO 2017 - Weltmeisterschaften – Staffel XCR - Europameisterschaften – Staffel XCR - Europameisterschaften (U23) – Cross-Country XCO 2018 - Weltmeisterschaften – Staffel XCR - Europameisterschaften – Staffel XCR - Dänischer Meister – Marathon XCM 2019 - Europameisterschaften – Staffel XCR 2020 - ein Weltcup-Erfolg – Cross-Country XCO - Weltmeisterschaften – E-MTB Cross-Country - Dänische Meister – Cross-Country XCO 2021 - Dänische Meister – Cross-Country XCO und Marathon XCM 2022 - Weltmeisterschaften – Marathon XCM 2024 - Europameister – Cross-Country XCC - Europameisterschaften – Cross-Country XCO - ein Weltcup-Sieg – Cross-Country XCO (Araxá) | 2014 - Dänischer Meister (Junioren) 2015 - Weltmeister (Junioren) - Dänischer Meister (Junioren) 2016 - Dänischer Meister 2017 - Dänischer Meister 2022 - Dänischer Meister |